# Frederick Douglass
Frederick Douglass (tên khai sinh: Frederick Augustus Washington Bailey, khoảng tháng 2 năm 1818 – 20 tháng 2 năm 1895) là nhà cải cách xã hội, nhà hùng biện, nhà văn và chính khách người Mỹ gốc Phi. Sau khi trốn thoát khỏi đời nô lệ, ông trở thành nhà lãnh đạo phong trào bãi nô, tạo được tiếng vang nhờ khả năng hùng biện đáng kinh ngạc cũng như văn tài được ông sử dụng để chống lại chế độ nô lệ. Ông là một bằng chứng sống chống lại luận cứ của các chủ nô cho rằng người nô lệ thiếu năng lực trí tuệ không thể hành động như là những công dân Mỹ độc lập. Ngay cả nhiều người ở miền Bắc ủng hộ phong trào bãi nô cũng không thể tin nổi rằng có một nô lệ sở hữu tài năng hùng biện như thế.
Douglass thuật lại trải nghiệm của ông trong kiếp nô lệ trong quyển tự truyện xuất bản năm 1845, Narrative of the Life of Frederick Douglass, an American Slave (Chuyện kể cuộc đời Frederick Douglass, một nô lệ người Mỹ), trở thành sách bán chạy nhất và tạo âm vang lớn trong nỗ lực ủng hộ phong trào bãi nô. Cuốn tự truyện thứ hai của ông, My Bondage and My Freedom (1855), cũng tạo ra hiệu ứng tương tự. Sau khi cuộc Nội chiến kết thúc, Douglass tiếp tục hoạt động chống nô lệ và viết quyển tiểu sử cuối cùng Life and Time of Frederick Douglass, xuất bản năm 1881 rồi tái bản năm 1892, ba năm trước khi ông mất. Cuốn sách thuật lại những diễn biến trong và sau Nội chiến. Douglass cũng hoạt động tích cực ủng hộ quyền đi bầu cử và quyền giữ chức vụ công cho phụ nữ.
Dù ông không đồng ý, Douglass là người Mỹ gốc Phi đầu tiên được đề cử tranh chức Phó Tổng thống Hoa Kỳ, đứng chung liên danh với Victoria Woodhull cho đảng Equal Rights (Quyền Bình đẳng), một chính đảng nhỏ và thiếu thực tế nhưng có viễn kiến.
Là người có niềm tin kiên định vào sự bình đẳng dành cho mọi người, dù đen hay trắng, dân da đỏ hay người nhập cư, Douglass đã nói, "Tôi muốn liên kết với bất cứ ai làm điều đúng và chối bỏ bất cứ ai làm điều sai trái".

## Đời nô lệ
Frederick Augustus Washington Bailey sinh ra là nô lệ tại Hạt Talbot, Maryland, được đặt tên theo họ của mẹ, Harriet Bailey. Cậu bé chào đời trong túp lều của bà ngoại. Sau này, khi trốn thoát lên phương Bắc, cậu bỏ tên lót, rồi đổi họ thành Douglass.
Không ai biết chắc Douglass ra đời ngày nào, nên ông chọn ngày 14 tháng 2 để kỷ niệm sinh nhật. Ngay trong trang đầu của quyển tự truyện Narrative of the Life of Frederick Douglass, an American Slave, ông viết: "Tôi không biết chính xác mình bao nhiêu tuổi, và chưa bao giờ đọc văn kiện chính thức nào ghi lại ngày sinh của mình." Douglass là con lai, có huyết thống dân da đỏ về phía mẹ, pha trộn với các dòng máu châu Phi và châu Âu.
Ông viết về những ngày thơ ấu sống với mẹ:
| “ | Người ta thì thầm với nhau rằng ông chủ là cha của tôi; song tôi không chắc nó chính xác đến mức nào... Tôi bị tách khỏi mẹ từ khi còn rất bé... Đó là điều bình thường, trong vùng này ở Maryland mà tôi trốn thoát, người ta tách rời trẻ con khỏi mẹ chúng từ khi chúng còn rất bé. Tôi không nhớ đã từng bao giờ thấy mẹ trong ánh sáng ban ngày... Bà nằm bên tôi, ru tôi ngủ, nhưng sớm bỏ đi trước khi tôi thức giấc. | ” |

Cậu bé Frederick sống với bà ngoại, nhưng đến bảy tuổi lại bị tách khỏi bà và bị đưa đến nông trại Wye House để làm việc dưới quyền quản đốc của Aaron Anthony. Mẹ mất khi lên mười, rồi Anthony cũng qua đời, cậu bé được giao cho Lucretia Auld, vợ của Thomas Auld. Thomas sai cậu đến hầu anh của Thomas, Hugh Auld, ở Baltimore.

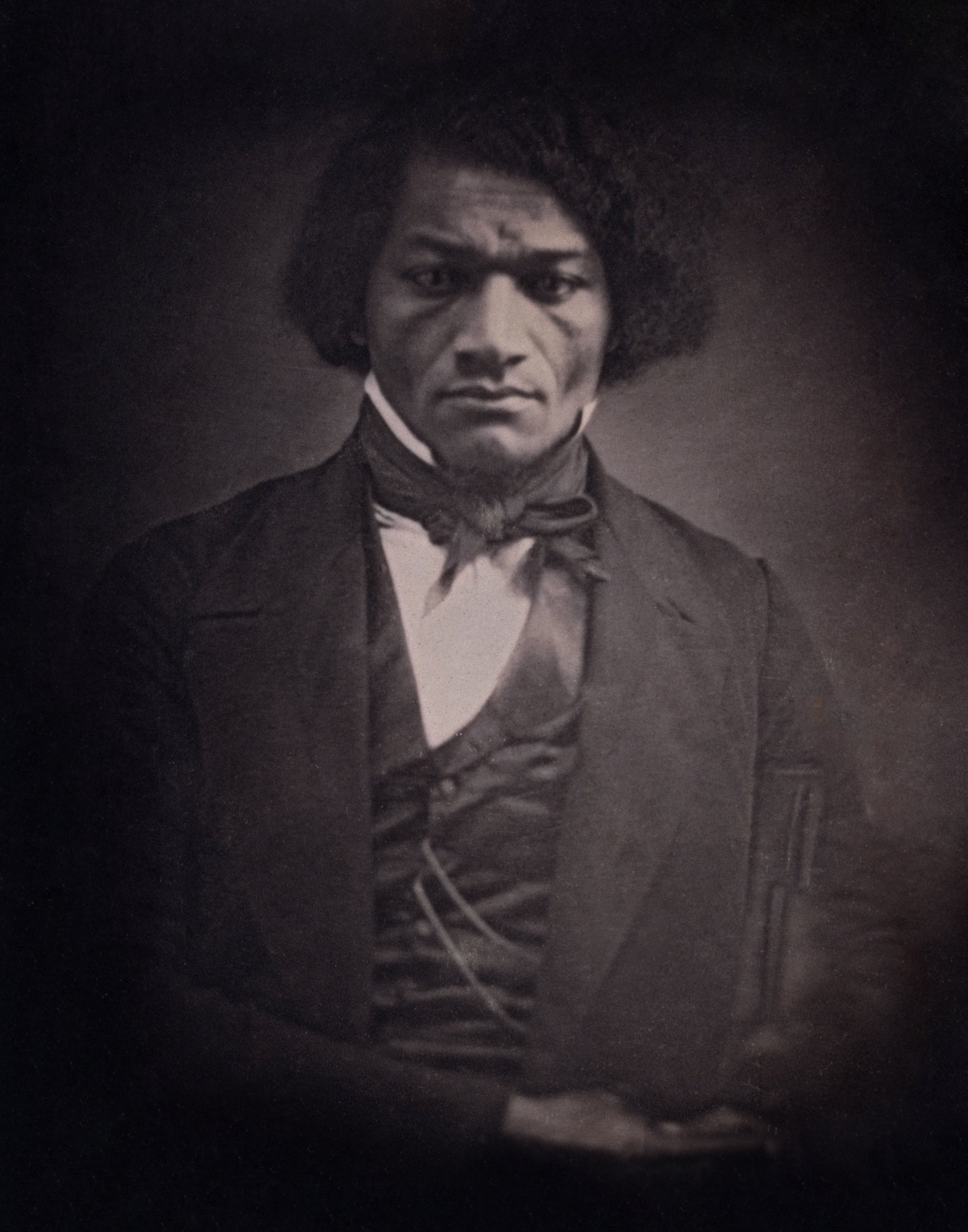
Douglass, khoảng 29 tuổi.

Đến năm mười hai tuổi, vợ của Hugh Auld, Sophia, dạy cậu bé học đánh vần mặc dù luật của bang Maryland cấm dạy nô lệ đọc chữ. Douglass miêu tả Sophia là một phụ nữ nhân hậu, chăm sóc cậu bé trong tình người. Khi biết việc này, Hugh Auld phản đối gay gắt, nói rằng nếu dạy nô lệ biết đọc họ sẽ bất bình với điều kiện sống và mơ ước tự do. Douglass kể lại rằng đây là "bài diễn văn chống nạn nô lệ" đầu tiên mà ông từng nghe. Trong quyển tự truyện, Douglass cho biết ông cũng học đọc từ những đứa trẻ da trắng cũng như bằng cách quan sát chữ viết của những người ông cùng làm việc. Rồi đến một ngày, khi thấy Douglass đang đọc báo, Bà Auld chạy đến giật tờ báo khỏi tay cậu, nét mặt bà biểu lộ rằng giáo dục không thích hợp với người nô lệ.
Douglass, cách kín giấu, tiếp tục tự học đọc và viết. Sau này ông thường nói, "kiến thức là con đường giúp thoát khỏi kiếp nô lệ để đến tự do." Douglass bắt đầu đọc báo, tiểu luận, tài liệu chính trị, và các loại sách. Thế giới mới rộng mở đã giúp ông khởi sự tra vấn và lên án chế độ nô lệ. Douglass thuật lại rằng lúc mười hai tuổi ông tìm thấy cuốn The Columbian Orator, quyển sách giúp làm sáng tỏ và định hình quan điểm của ông về tự do và về quyền con người. Xuất bản năm 1797, The Columbian Orator là một tuyển tập gồm những bài tiểu luận về chủ đề chính trị, những bài thơ, những bài diễn văn, và những tranh luận được sử dụng rộng rãi trong các lớp học ở Mỹ để hỗ trợ học sinh luyện đọc và học văn phạm.
Khi về làm thuê cho William Freeland, hằng tuần Douglass dạy những nô lệ khác đọc Tân Ước trong giờ Trường Chúa Nhật. Tin được lan truyền, các nô lệ tìm đến, lớp học thu hút đến 40 học viên. Lớp học kéo dài được sáu tháng mà không bị để ý đến. Mặc dù Freeland vẫn dễ dãi đối với hoạt động này, các chủ nô khác tỏ ra giận dữ. Đến một ngày chủ nhật, họ tụ tập lại đem theo gậy gộc và gạch đá, lớp học bị giải tán vĩnh viễn.
Năm 1833, Thomas Auld đòi lại Douglass (theo Douglass thì đây là cách Auld trừng phạt Hugh), rồi sai đến làm việc cho Edward Covey, một nông gia nghèo khét tiếng hành hạ nô lệ. Covey thường đánh đập Douglass và hầu như khiến cậu suy sụp tinh thần. Cuối cùng, cậu thiếu niên mười sáu tuổi Douglass phản kháng và bắt đầu đánh trả. Khi nhận thấy Douglass dám đối đầu với mình, Covey ngưng đánh đập cậu.

## Từ nô lệ đến tự do

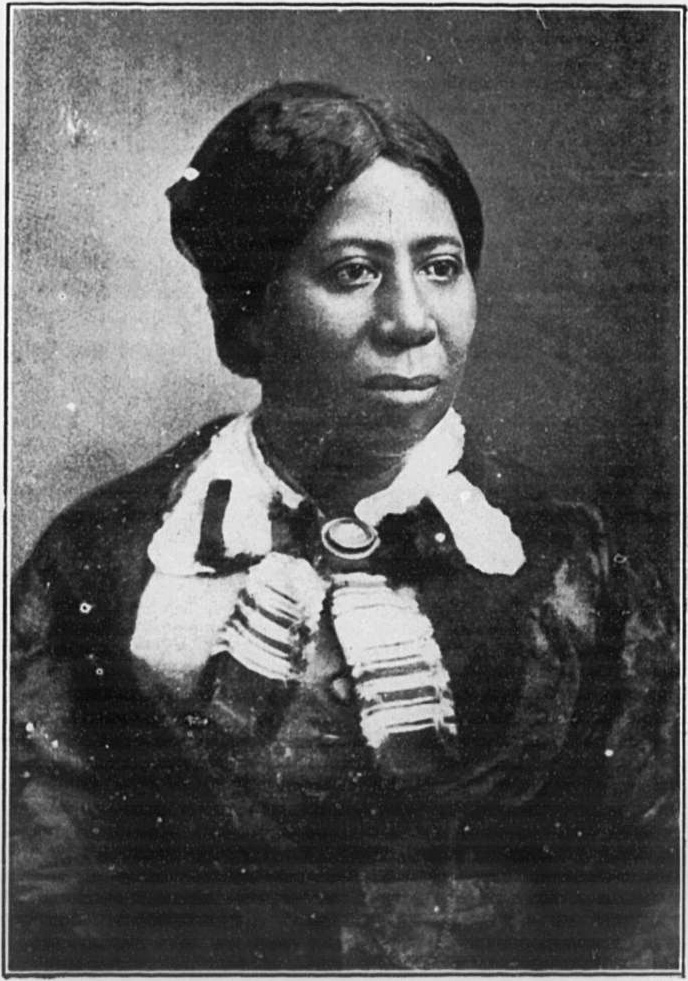
Anna Douglass, người bạn đời của Douglass trong 44 năm.

Lần đào thoát đầu tiên xảy ra khi Douglass ở dưới tay Freeland, nhưng không thành công. Đến năm 1836, cậu cố trốn khỏi Covey nhưng lại thất bại. Năm sau, Douglass gặp gỡ và đem lòng yêu Anna Murray, một phụ nữ da đen tự do sống ở Baltimore, lớn hơn cậu năm tuổi. Chính tư cách một người tự do của Murray củng cố niềm tin của Douglass rằng một ngày nào đó cậu sẽ giành được tự do.
Ngày 3 tháng 9 năm 1838, Douglass lên một chuyến xe lửa tiến về hướng Bắc. Cậu nhảy lên một toa tàu tại một địa điểm gần kho hàng của công ty hỏa xa Philadelphia, Wilmington & Baltimore, tọa lạc trong khu dân cư Canton ở đường President and Fleet, phía đông cảng Baltimore thuộc nhánh Bắc của Sông Patapsco. (Sau này nhà kho trở thành nhà ga Đường President, xây dựng năm 1849-50; nó từng được biết đến là địa điểm đào thoát của nhiều nô lệ, là một phần trong nhiều lộ trình thuộc "Đường Hỏa xa ngầm" rất nổi tiếng giúp nhiều nô lệ trốn thoát trong thời gian xảy ra cuộc Nội chiến.)
Chàng thanh niên Douglass đặt chân đến Havre de Grace thuộc Hạt Harford, Maryland. Thị trấn này nằm cạnh con sông Susquehanna chạy dọc theo ranh giới với Pennsylvania rồi đổ vào Vịnh Chesapeake. Murray mang đến cho Douglass một bộ đồng phục thủy thủ cùng một phần trích từ số tiền tiết kiệm của cô để trả tiền cho chuyến đi. Douglass cũng kiếm được giấy tờ tùy thân nhờ một thủy thủ da đen. Douglass lên một chuyến phà hơi nước băng qua sông Susquehanna đến Hạt Cecil, rồi lên tàu đi tiếp đến Wilmington, Delaware, cảng biển lớn tọa lạc ở đầu Vịnh Delaware. Từ đây, do hết đường xe hỏa, cậu phải đi thuyền hơi nước xuôi dòng sông Delaware hướng về phía bắc đến "Thành phố Quaker" ở Philadelphia, Pennsylvania, thành lũy của phong trào chống nô lệ, rồi đến ngôi nhà an toàn của một người hoạt động giải phóng nô lệ nổi tiếng, David Ruggles, ở Thành phố New York. Toàn bộ hành trình kéo dài gần 24 giờ.
Ngay sau khi đến nơi, Douglass báo tin cho Murray để đến với cậu ở New York. Ngày 15 tháng 9 năm 1838, một mục sư Trưởng Lão người da đen cử hành hôn lễ cho hai người. Họ phải sử dụng tên Johnson để tránh bị theo dõi.

## Hoạt động bãi nô

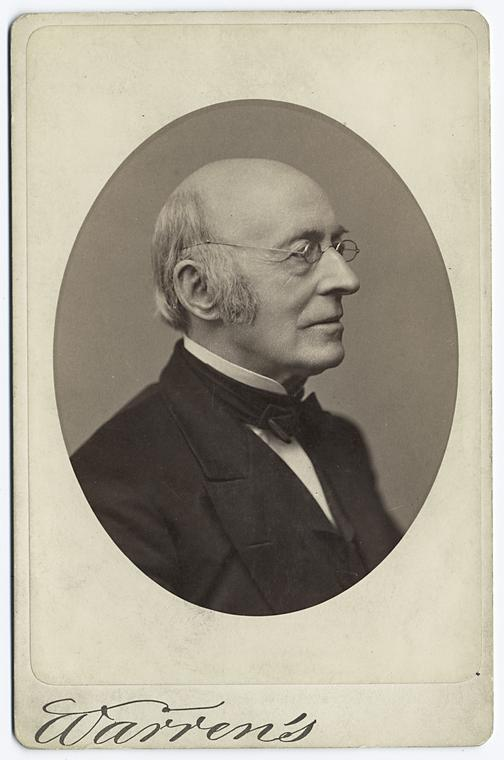
William Loyde Garrison

Đôi vợ chồng mới cưới đến sống ở New Bedford, Massachusetts. Douglass gia nhập một nhà thờ Giám Lý dành cho người da đen. Năm 1839, ông được bổ chức truyền đạo, nhờ vậy ông tự trau giồi kỹ năng hùng biện. Douglass giữ các vị trí khác nhau trong nhà thờ từ công việc tiếp tân, phụ trách Trường Chúa Nhật, đến việc trông nom nhà thờ.
Douglass cũng gia nhập một số hội đoàn ở New Bedford, thường xuyên đến dự những buổi họp chủ trương bãi nô, và đăng ký mua tờ tuần báo The Liberator của William Lloyd Garrison. Douglass chịu ảnh hưởng của Garrison, ông viết, "chưa có ai gây ấn tượng với tình cảm sâu đậm (căm ghét chế độ nô lệ) như William Lloyd Garrison" đến nỗi trong quyển tự truyện sau cùng Douglass thú nhận "bài viết của ông chiếm chỗ trong trái tim tôi chỉ sau Kinh Thánh." và không chỉ với lập trường chống chế độ nô lệ mà còn chống chủ nghĩa thực dân. Lần đầu tiên Douglass nghe Garrison diễn thuyết là vào năm 1841 tại Hội Chống Chế độ Nô lệ Bristol. Trong một buổi họp khác của Hội, khi bất ngờ được mời nói chyện, ông thuật lại cuộc đời mình. Từ đó, ông được khuyến khích trở thành diễn giả. Vài ngày sau, Douglass nói chuyện tại hội nghị thường niên của Hội Chống Chế độ Nô lệ Massachusetts tổ chức tại Nantuket. Chàng thanh niên Douglass hai mươi ba tuổi đã thắng hơn sự nhút nhát mà miêu tả cách sinh động và đầy sức thuyết phục cuộc đời gian khổ của mình khi còn là nô lệ.

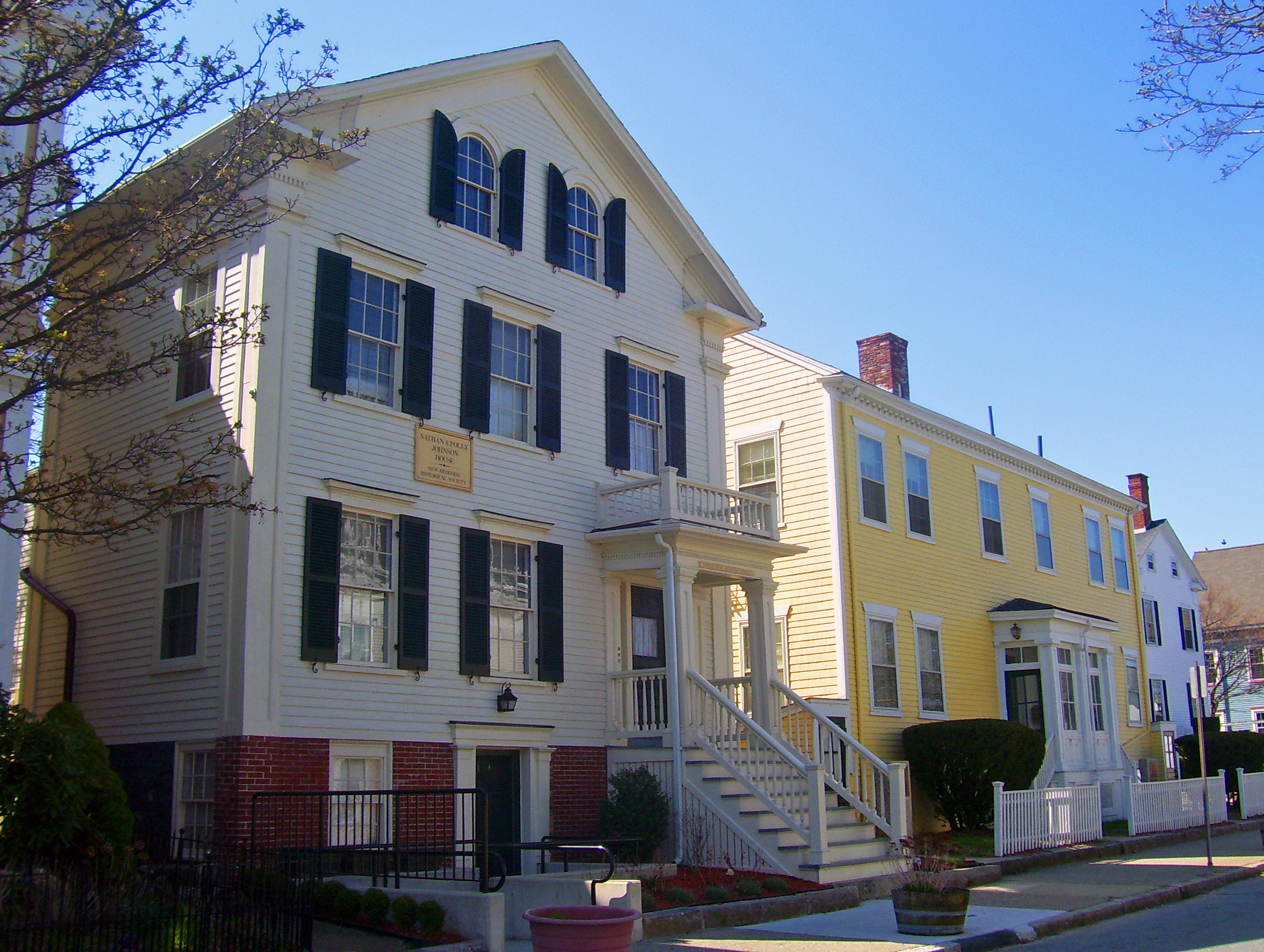
Ngôi nhà của vợ chồng Johnson, Douglass và vợ sống ở đây khi mới đào thoát.

Năm 1843, Douglass tham gia đề án "Một Trăm Hội nghị" do Hội Chống Chế độ Nô lệ Mỹ tổ chức với mục tiêu gởi các diễn giả đến nói chuyện tại những hội trường trên khắp vùng Trung Tây và miền Đông nước Mỹ. Suốt trong chuyến đi, những người ủng hộ chế độ nô lệ thường xuyên quấy nhiễu Douglass. Trong một lần diễn thuyết ở Pendleton, Indiana, một đám động giận dữ rượt đuổi và đánh đập Douglass trước khi một gia đình Quaker, nhà Hardys, đến cứu ông. Một cánh tay của ông bị đánh gãy nhưng không được chữa trị đúng cách, đã gây đau đớn cho ông suốt phần đời còn lại. Một tấm bia dựng ở Pendleton ghi lại sự kiện này.

### Tự truyện
Trong số các tự truyện của Douglass nổi tiếng nhất là quyển đầu tiên Narratvie of the Life of Frederick Douglass, an American Slave, xuất bản năm 1845. Lúc ấy, một số người hoài nghi đặt câu hỏi làm sao một người da đen có thể viết một tác phẩm văn chương hay đến thế. Nhận được nhiều tiếng khen, ngay lập tức nó trở thành sách bán chạy nhất. Trong vòng ba năm, cuốn Narrative được tái bản chín lần với 11 000 ấn bản lưu hành khắp Hoa Kỳ. Cuốn sách này được dịch ra tiếng Pháp và tiếng Đức cũng như được phát hành ở châu Âu.
Trong suốt đời mình, Douglass viết ba phiên bản của quyển tự truyện (và chỉnh sửa quyển thứ ba) mỗi lần như thế ông mở lại mở rộng nội dung tác phẩm. Năm 1855, Douglas xuất bản quyển My Bondage and My Freedom. Đến năm 1881, sau cuộc Nội chiến, Douglass cho phát hành quyển Life and Times of Frederick Douglass.

### Đến Ailen và Anh
Bạn hữu và những người đỡ đầu Douglass e rằng tin tức về Douglass khiến chủ nô của ông, Hugh Auld, tìm cách thu hồi "tài sản" của mình, họ khuyên Douglass thực hiện một chuyến viếng thăm Ireland như nhiều cựu nô lệ từng làm. Douglass lên tàu Cambria cập bến Liverpool ngày 16 tháng 8 năm 1845, rồi đến Ireland đúng lúc bùng phát Nạn đói Khoai tây (lúc ấy khoai tây là thức ăn chính ở đây).
Cảm giác được sống hoàn toàn cách biệt với không khí kỳ thị chủng tộc ở Mỹ khiến Douglass kinh ngạc:
| “ | Trong mười một ngày rưỡi tôi đã băng qua ba ngàn dặm. Thay vì sống dưới một chế độ dân chủ, tôi đang ở dưới quyền cai trị của một quân vương. Thay vì bầu trời trong xanh của nước Mỹ, trên đầu tôi là bầu trời đầy sương mù trắng đục. Tôi hít thở. Ôi! một nô lệ nay đứng thẳng làm người. Tôi chăm chăm nhìn xung quanh xem có ai đến tra hỏi tôi về quyền bình đẳng của con người, bảo rằng tôi là một tên nô lệ rồi sỉ nhục tôi, nhưng không ai làm như vậy. Lên một chiếc xe ngựa chở khách – ngồi chung với người da trắng – tôi đến khách sạn - bước vào đấy cùng với họ - đứng chung với họ ở sảnh lễ tân – ăn tối cùng bàn với họ - và không một ai bị sỉ nhục... tôi thấy mình được tôn trọng, tại mỗi nơi tôi đến người ta đối xử với tôi tử tế và tôn trọng như một người da trắng. Khi bước vào nhà thờ, không một người da trắng nào trề môi khinh bỉ bảo tôi: "Này tên mọi, mày không được phép vào đây!" – trích từ My Bondage and My Freedom. | ” |

Ông cũng có cơ hội gặp và kết bạn với Daniel O'Connell, nhà đấu tranh cho dân tộc Ái Nhĩ Lan.
Douglass sống hai năm ở Ireland và Anh, đến diễn thuyết tại nhiều nhà thờ, thu hút nhiều người tới nghe đến nỗi chật cứng các thính phòng. Bài diễn văn London Reception Speech Douglass trình bày ở Nhà thờ Alexander Fletcher's Finsbury là một thí dụ. Douglass nhận thấy rằng ở Anh ông được đối xử không phải như "một màu da, nhưng như là một con người".
Năm 1846, Douglass gặp Thomas Clarkson, một nhà hoạt động bãi nô nổi tiếng từng cộng tác với William Wilberforce trong chiến dịch thuyết phục Quốc hội Anh thông qua luật bãi bỏ chế độ nô lệ trên đất nước Anh và tại các vùng thuộc địa của Đế quốc Anh. Trong chuyến đi này, những người Anh ủng hộ Douglass quyên góp tiền để mua sự tự do cho ông từ chủ nô người Mỹ Thomas Auld.
Nhiều người khuyên Douglass ở lại Anh nhưng vì vợ ông đang ở Massachusetts cũng như ba triệu anh em người da đen của ông đang sống trong vòng nô lệ ở Mỹ, Douglass quyết định về nước trong mùa xuân năm 1847.
Đến thế kỷ 21, người ta cho gắn những tấm biển trên các tòa nhà tại hai thành phố Cork và Waterford ở Ái Nhĩ Lan để ghi nhớ chuyến viếng thăm của Douglass: tấm biển đầu gắn ở Khách sạn Imperial tại Cork ngày 31 tháng 8 năm 2012; tấm sau gắn ở mặt tiền Tòa Thị chính Waterford ngày 7 tháng 10 năm 2013 để ghi nhớ bài diễn văn Douglass đọc ở đây vào ngày 9 tháng 10 năm 1845.

### Trở về Mỹ
Sau khi về nước, Douglass xuất bản tờ nhật báo chủ trương bãi nô đầu tiên của ông, The North Star, được in ấn dưới tầng hầm của Nhà thờ Giám Lý Zion ở Rochester, New York. Phương châm của tờ North Star là "Điều đúng không phân biệt Giới tính – Chân lý không phân biệt Màu da - Chúa là Cha của tất cả chúng ta, và chúng ta đều là anh em của nhau." Giáo hội Giám Lý của người da đen và báo North Star cùng chống lại chủ trương gởi người da đen về lại châu Phi. Tờ North Star cũng như những tờ báo chủ trương bãi nô Douglass xuất bản sau này đều nhận sự giúp đỡ tài chính từ những người Anh ủng hộ ông.
| “                                                            | Chính là cứ cố xóa sạch vĩnh viễn mọi hi vọng của người nô lệ, thì đó sẽ là một móc xích trong chuỗi diễn biến dọn đường cho sự sụp đổ hoàn toàn của cả chế độ nô lệ. | ” |
| —Frederick Douglass, Diễn từ về Phán quyết Dred Scott (1857) | |   |

Dần dà, Douglass nhận thấy lập trường của Garrison là quá cực đoan. Lúc đầu Douglass đồng ý với Garrison rằng Hiến pháp ủng hộ chế độ nô lệ do những thỏa hiệp liên quan đến quy trình bổ nhiệm các chức vụ trong quốc hội dựa trên cách đếm đầy thiên vị số nô lệ trên tổng số dân mỗi tiểu bang cũng như quan điểm bảo vệ việc buôn bán nô lệ trong năm 1807. Garrison từng đốt những bản in hiến pháp để bày tỏ lập trường của ông. Tuy nhiên, sau khi cuốn The Unconstitutionality of Slavery của Lysander Spooner xuất bản năm 1846 chứng minh rằng Hiến pháp Hoa Kỳ là một văn kiện chống chế độ nô lệ thì Douglass cũng thay đổi quan điểm và tách rời khỏi Garrison trong khoảng năm 1847. Douglas tuyên bố rằng Hiến pháp nên được sử dụng như là một công cụ hữu ích chống lại chế độ nô lệ.
Tháng 9 năm 1848, Douglass công bố một bức thư mở gởi đến chủ cũ của ông, Thomas Auld, phê phán tư cách của Auld đồng thời gởi lời thăm hỏi đến các thành viên của gia đình đang thuộc quyền sở hữu của Auld. Ông cũng muốn biết Auld cảm thấy thế nào nếu ông bắt cô con gái Amanda của Auld làm nô lệ và đối xử với Amanda theo cách Auld đã đối xử với ông và những thành viên của gia đình ông.

### Với vấn đề nữ quyền
Năm 1848, Douglass là người Mỹ gốc Phi duy nhất tham dự Hội nghị Seneca Falls tổ chức ở New York, nữ quyền là một chủ đề được thảo luận tại hội nghị này. Elizabeth Cady Stanton yêu cầu hội nghị thông qua một nghị quyết đòi quyền bầu cử cho phụ nữ. Nhiều đại biểu phản đối, nhưng Douglass đứng lên trình bày cách thuyết phục quan điểm của ông ủng hộ Stanton, ông nói rằng không thể chấp nhận việc nam giới da đen được bầu phiếu nếu phụ nữ không được thụ hưởng quyền ấy. Ông cho rằng thế giới sẽ tốt đẹp hơn nếu phụ nữ được tham gia vào lĩnh vực chính trị.
| “ | Bác bỏ quyền tham chính của phụ nữ không chỉ đơn giản là làm giảm phẩm giá người phụ nữ và kéo dài tình trạng bất công nhưng còn là làm thui chột và khước từ một nửa sức mạnh tinh thần và trí tuệ của chính quyền thế giới. | ” |

Sau khi Douglass kết thúc bài nói chuyện, nghị quyết được thông qua.
Trong những ngày kế tiếp, Douglass viết một bài xã luận đăng trên tờ North Star thúc đẩy nỗ lực đấu tranh cho quyền phụ nữ trong công chúng. Ông nhận xét rằng mọi người cảm thấy thoải mái khi "thảo luận về quyền của thú vật... hơn là khi thảo luận về quyền của phụ nữ". Quan điểm của Douglass thể hiện trên những bài xã luận tạo được tiếng vang, nhờ vậy ông xác định lập trường của tờ North Star: "Chúng tôi tin phụ nữ cần có đầy đủ quyền như chúng ta đã dành cho nam giới".
Giống nhiều người chủ trương bãi nô, Douglass tin rằng giáo dục là yếu tố mấu chốt giúp người Mỹ gốc Phi cải thiện đời sống. Điều này khiến ông trở thành người sớm chống việc kỳ thị chủng tộc trong trường học. Trong thập niên 1850, Douglass quan sát thấy những cơ sở giáo dục dành cho người da đen ở New York thua kém xa những cơ sở dành cho người da trắng. Douglass kêu gọi sử dụng các biện pháp pháp lý để mở cửa trường học cho tất cả trẻ em.
Trong lần gặp gỡ John Brown, một người bãi nô cực đoan, Douglass chống lại kế hoạch của Brown phát động một cuộc nổi dậy của người nô lệ ở miền Nam. Douglass tin rằng tấn công tài sản của chính phủ liên bang chỉ kích động sự phẫn nộ của công chúng.

## Niềm tin tôn giáo
Từ khi còn bé, Douglass vẫn thường nghe những bài giảng luận, đôi khi nghe Sophia Auld đọc Kinh Thánh. Cậu đọc và chép lại những câu Kinh Thánh, dần dà chấp nhận đức tin Cơ Đốc. Trong quyển tự truyện cuối cùng, Life and Times of Frederick Douglass, ông viết:
| “ | Lúc chưa đủ mười ba tuổi, trong cảnh cô độc và khốn khó tôi khao khát có một người luôn đồng hành với tôi, như một người cha, như một người che chở. Qua giảng luận của một mục sư Giám Lý người da trắng, tên ông ấy là Hanson, tôi cảm nhận rằng Chúa là bạn của tôi. Ông ấy nói rằng mọi người, lớn hay bé, nô lệ hoặc tự do, đều là tội nhân trong mắt Chúa: theo bản tính tự nhiên, họ chống Chúa, vì vậy họ cần phải ăn năn để được phục hòa với Thiên Chúa qua Chúa Giê-xu. Dù không thể hiểu được toàn bộ vấn đề, có một điều mà tôi biết rất rõ: tôi đang là một kẻ khốn cùng mà không có cách gì tự cứu mình. Tôi tìm đến một ông lão da đen đáng kính tên Charles Lawson, với tình yêu thương cao cả ông khuyên tôi hãy cầu nguyện, và "trao mọi âu lo cho Chúa". Tôi làm theo lời khuyên bảo, suốt trong nhiều tuần lễ, tôi sống trong sự khốn khổ, than khóc với tấm lòng tan vỡ, giằng xé trong hoài nghi, cuối cùng tôi cảm thấy gánh nặng của mình được cất bỏ, và lòng trở nên thanh thản. Tôi yêu mọi người, kể cả những chủ nô mặc dù tôi ghê tởm chế độ nô lệ hơn bao giờ hết. Tôi ngó xem thế giới từ một góc nhìn mới, mối quan tâm lớn nhất của tôi là làm thế nào để mọi người đều tiếp nhận đức tin Cơ Đốc. Tôi khao khát học hỏi, đặc biệt là có thể thông hiểu Kinh Thánh. | ” |

Mục sư Charles Lawson đứng ra bảo trợ Douglass. Từ đó, trong các hoạt động xã hội, Douglass thường sử dụng những ý tưởng cùng các ẩn dụ của Kinh Thánh cho những bài diễn thuyết của mình. Ông mạnh mẽ chỉ trích thái độ đạo đức giả trong tôn giáo, cáo buộc các chủ nô là gian ác, thiếu đạo đức, và không chịu tuân giữ lời dạy của Chúa. Trong khía cạnh này, Douglass phân biệt rạch ròi giữa "Cơ Đốc giáo của Chúa Cơ Đốc" với "Cơ Đốc giáo của nước Mỹ", xem những chủ nô và các chức sắc bảo vệ chế độ nô lệ là những kẻ tàn bạo, tội lỗi, nhạo báng, và là biểu trưng cho hình ảnh "sói mang lốt chiên".
Trong một bài diễn văn nổi tiếng trình bày tại Rochester, Douglass mạnh mẽ chỉ trích những người có niềm tin tôn giáo nhưng không chịu lên tiếng chống lại chế độ nô lệ, ông tin rằng những chức sắc tôn giáo dạy dỗ rằng chế độ nô lệ là phù hợp với đạo giáo là mắc tội báng bổ. Ông nói rằng bất cứ bộ luật nào được thông qua nhằm ủng hộ chế độ nô lệ đều là "một sự vi phạm trắng trợn sự Tự do Cơ Đốc", bất cứ mục sư nào ở Mỹ ủng hộ chế độ nô lệ là người "không có tình yêu thương của Chúa" và là "điều đáng ghê tởm trong mắt Chúa." Ông khẳng định, "khi nói về hội thánh ở Mỹ, cần phải hiểu rõ rằng tôi nói đến rất nhiều tổ chức tôn giáo trên đất nước này. Tuy nhiên, tạ ơn Chúa vì vẫn có những ngoại lệ. Những con người cao quý như Henry Ward Beecher ở Brooklyn, Samuel J. May ở Syracuse...những người này cảm thấy có bổn phận mở mắt chúng ta để có thể nhận biết đức tin cao quý cùng nhiệt tâm, và cổ vũ chúng ta gánh vác sứ mạng lớn lao giải thoát những nô lệ khỏi xiềng xích họ đang mang."
Trong chuyến viếng thăm Anh Quốc từ năm 1846 đến 1848, Douglass kêu gọi các tín hữu Anh từ chối hỗ trợ bất cứ giáo hội nào ở Mỹ đang ủng hộ chế độ nô lệ, ông cũng vui sướng khi biết một nhóm mục sư ở Belfast không cho những chủ nô gia nhập giáo đoàn của mình.
Trong một bức thư gởi chủ nô cũ, Thomas Auld, Douglass viết:
| “ | Sự tàn ác và hung bạo ông đối với đồng loại của mình còn hằn sâu hơn những rằn roi ông quật vào lưng họ. Nó xúc phạm đến những linh hồn, nó là một cuộc chiến chống lại thần linh vĩnh cửu, rồi ông sẽ phải chịu phán xét trước Cha và Đấng Tạo Hóa của tất cả chúng ta. | ” |

Suốt đời mình, Douglass luôn nối kết trải nghiệm cá nhân với cải cách xã hội. Giống các tín hữu Cơ Đốc chủ trương bãi nô, ông không hút thuốc, uống rượu, hoặc sử dụng những chất ông tin là có hại cho thân thể và linh hồn.

## Thời kỳ Nội chiến

### Tiền chiến
Trong thời gian xảy ra cuộc nội chiến, Douglass là một trong số những người da đen nổi tiếng nhất xứ sở. Ông được biết đến nhiều nhờ những bài diễn thuyết của ông trình bày về điều kiện sống của người da đen cùng những vấn đề khác như nữ quyền. Với tài hùng biện, ông thu hút những đám đông ở mọi nơi ông đến. Ông còn được những nhà lãnh đạo Anh Quốc và Ái Nhĩ Lan tiếp đón, điều này càng làm gia tăng uy tín của ông.

### Tranh đấu cho giải phóng nô lệ và quyền bầu cử

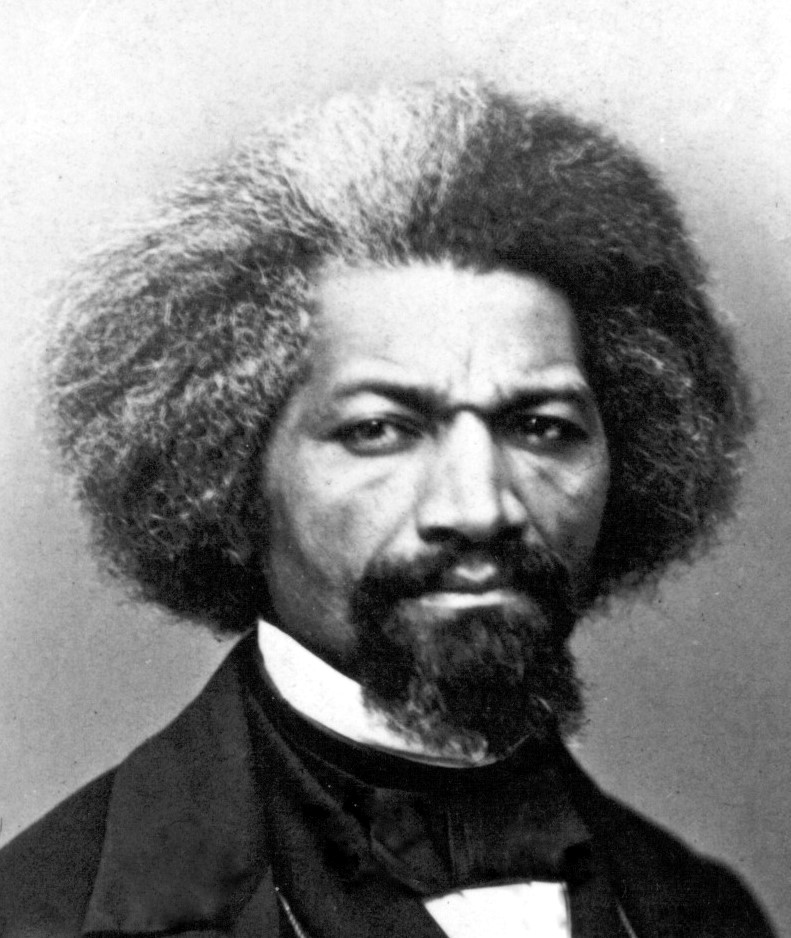
Douglass, thập niên 1860.

Douglass cùng những người chủ trương bãi nô lập luận rằng bởi vì mục tiêu của cuộc nội chiến là chấm dứt chế độ nô lệ, người Mỹ gốc Phi nên được phép tham gia cuộc chiến giành sự tự do cho chính họ. Douglass trình bày quan điểm này trên mặt báo và trong các bài diễn văn. Douglass góp ý với Tổng thống Abraham Lincoln về cách đối xử với binh lính người da đen, rồi với Tổng thống Andrew Johnson về quyền bầu cử dành cho người da đen.
Bản Tuyên ngôn Giải phóng Nô lệ của Tổng thống Lincoln, có hiệu lực từ ngày 1 tháng 1 năm 1863, công bố sự tự do cho tất cả nô lệ trên lãnh thổ do Liên minh miền Nam kiểm soát (nô lệ sống trong lãnh thổ Liên bang và các tiểu bang miền Bắc được tự do khi Tu chính án thứ 13 được chấp nhận ngày 6 tháng 12 năm 1865). Douglass miêu tả tâm trạng những người đang mong đợi bản tuyên ngôn: "Như sấm sét đánh ngang bầu trời ... chúng tôi chăm chú nhìn ... ánh sáng nhập nhòa của những vì sao lúc rạng đông... chúng tôi ngóng chờ sự đoái nhậm dành cho những lời cầu nguyện khẩn thiết kéo dài hàng thế kỷ."
| “                                                                                              | Không ai có thể xích chân người khác mà cuối cùng không nhận ra rằng đầu bên kia sợi xích cũng buộc chặt vào cổ mình. | ” |
| —Frederick Douglass, Diễn từ đọc tại Đại hội Dân quyền, Washington D.C., 22 tháng 10 năm 1883. | |   |

Douglass ủng hộ ứng cử viên John C. Frémont trong kỳ bầu cử tổng thống năm 1864. Ông thất vọng về Lincoln vì Tổng thống không chịu công khai ủng hộ quyền bầu cử cho người da đen đã được tự do. Douglass tin rằng từ khi người Mỹ gốc Phi chiến đấu trong cuộc Nội chiến, họ xứng đáng được đi bầu.
Từ khi miền Bắc không còn bị buộc phải giao trả nô lệ trở về chủ cũ của họ ở miền Nam, Douglass quay sang tranh đấu giành quyền bình đẳng cho đồng bào ông. Cùng với Lincoln, ông lập kế hoạch đưa những nô lệ được giải phóng thoát khỏi miền Nam. Trong lúc chiến tranh, Douglass hỗ trợ cho Liên bang bằng cách tuyển mộ binh sĩ cho Trung đoàn 54 Bộ binh Massachusetts. Con trai ông, Charles Douglass, tham gia trung đoàn này, nhưng lại mắc bệnh trong phần lớn thời gian phục vụ, còn Lewis Douglass chiến đấu ở mặt trận Fort Wagner, một con trai khác của ông, Frederick Douglass, Jr., được giao nhiệm vụ tuyển quân.

### Sau khi Lincoln bị ám sát

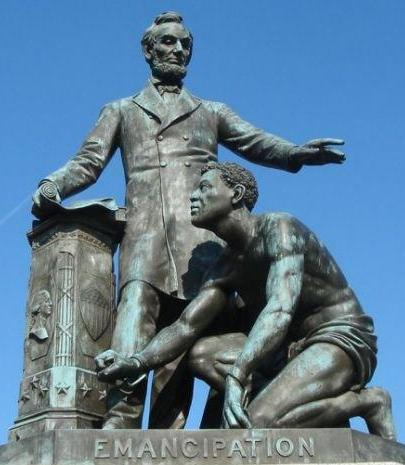
Tượng đài Giải phóng Nô lệ.

Sau khi kết thúc cuộc nội chiến, Tu chính án thứ 13 được thông qua đặt chế độ nô lệ ngoài vòng pháp luật. Tu chính án thứ 14 cung cấp quyền công dân và sự bảo vệ bình đẳng cho mọi người dưới pháp luật. Tu chính án thứ 15 bảo vệ mọi công dân khỏi bị kỳ thị vì lý do chủng tộc trong bầu cử.
Ngày 14 tháng 4 năm 1876, Douglass trình bày bài diễn văn quan trọng tại lễ khánh thành Tượng đài Giải phóng Nô lệ trong Công viên Lincoln ở Washington. Douglass đưa ra những nhận xét thẳng thắn về vị tổng thống quá cố, cả những điều tích cực lẫn tiêu cực. Gọi Lincoln là "tổng thống của người da trắng", Douglass chỉ trích Lincoln vì thái độ chần chừ đối với cuộc đấu tranh giải phóng nô lệ, lại ghi nhận rằng mặc dù Lincoln chống đối việc mở rộng chế độ nô lệ, trong giai đoạn đầu ông vẫn không chịu ủng hộ việc loại bỏ chế độ nô lệ. Song, sau đó Douglass đặt câu hỏi, "Có người da màu nào, hay người da trắng nào có cảm tình với chủ trương dành tự do cho mọi người lại có thể quên được cái đêm ngay trước ngày đầu tiên của tháng 1 năm 1863, khi cả thế giới ngóng chờ xem Abraham Licoln có chịu thực hiện những điều ông đã hứa hay không?" Douglass nói thêm, "Mặc dù Ông Lincoln chia sẻ với đồng bào da trắng của mình những định kiến chống lại người da đen, hầu như có thể nói rằng tự đáy lòng ông ấy khinh miệt và căm ghét chế độ nô lệ..."
Cử tọa, chịu cảm động bởi bài diễn văn, đã đứng lên hoan hô Douglass. Phu nhân cố tổng thống, Mary Todd Lincoln, tặng Douglass chiếc gậy đi đường của Lincoln để tỏ lòng ngưỡng mộ. Chiếc gậy ấy vẫn còn được lưu giữ ở Cedar Hill, nơi cư trú sau cùng của Douglass nay là Di tích Lịch sử Quốc gia Frederick Douglass.

## Thời kỳ Tái thiết
Sau khi Nội chiến kết thúc, Douglass tiếp tục đấu tranh cho quyền bình đẳng của người Mỹ gốc Phi và phụ nữ. Nhờ uy tín và hoạt động tích cực của ông trong thời chiến, Douglass được bổ nhiệm vào vài vị trí quan trọng như Chủ tịch Ngân hàng Tiết kiệm Freedman, đại diện ngoại giao tại Cộng hòa Dominica.

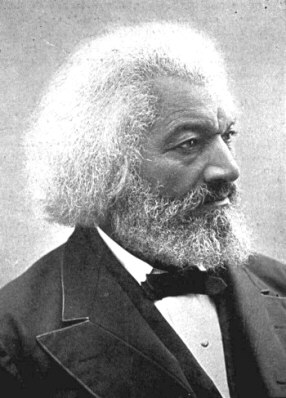
Frederick Douglass.

Trong lúc ấy, ở miền Nam có nhiều cuộc nổi dậy của người da trắng, lúc đầu là những nhóm hoạt động bí mật, trong đó tổ chức Ku Klux Klan, rồi đến những cuộc nổi dậy có vũ trang như White League và Red Shirts, hoạt động tích cực suốt trong thập niên 1870 ở khu vực Cực Nam. Được xem là "cánh quân đội của Đảng Dân chủ", họ tìm cách trục xuất các viên chức chính phủ thuộc đảng Cộng hòa và phá hoại các cuộc bầu cử.
Mười năm sau khi chiến tranh chấm dứt, Đảng Dân chủ phục hồi sức mạnh chính trị tại tất cả tiểu bang trước đây thuộc Liên minh miền Nam và khởi sự tái khẳng định chủ thuyết vị thế ưu việt của người da trắng bằng cách tổ chức những cuộc bạo động cùng với nỗ lực thông qua luật áp đặt sự phân biệt và tước quyền bầu cử của người da đen. Các bộ luật lao động và hình sự mới được ban hành cũng góp phần hạn chế quyền tự do của người da đen.
Như một hành động phản kháng, Douglass ủng hộ chiến dịch tranh cử tổng thống của Ulysses S. Grant năm 1868. Năm 1870, ông xuất bản tờ New National Era, nhật báo cuối cùng của ông, trong nỗ lực giữ đất nước trung thành với cam kết ủng hộ sự bình đẳng. Năm 1871, Grant ký ban hành ba đạo luật trấn áp Ku Klux Klan và các tổ chức ủng hộ chủ thuyết vị thế ưu việt của người da trắng. Trong nhiệm kỳ tổng thống của ông, có hơn 5 000 người bị bắt giữ vì liên quan đến những nhóm này. Sự quyết liệt của Grant khiến nhiều người da trắng căm ghét nhưng nhận được sự tán dương từ Douglass. Một phụ tá của Douglass viết về Grant, người Mỹ gốc Phi "với lòng biết ơn sẽ luôn nhớ đến thanh danh và thành quả vĩ đại của ông."
Năm 1872, Douglass trở thành người Mỹ gốc Phi đầu tiên được đề cử vào liên danh của Victoria Woodhull đại diện đảng Equal Rights trong cuộc vận động tranh cử tổng thống. Ông không được hỏi ý về điều này, cũng không vận động tranh cử hoặc thừa nhận sự đề cử. Dù vậy, ngôi nhà của ông ở Rochester, New York bị đốt. Douglass dọn nhà đến Washington, D.C.
Suốt trong thời kỳ tái thiết, Douglass tiếp tục đi diễn thuyết, nhấn mạnh đến tầm quan trọng của việc làm, quyền bầu cử và thực thi quyền bầu cử.

## Đời sống gia đình

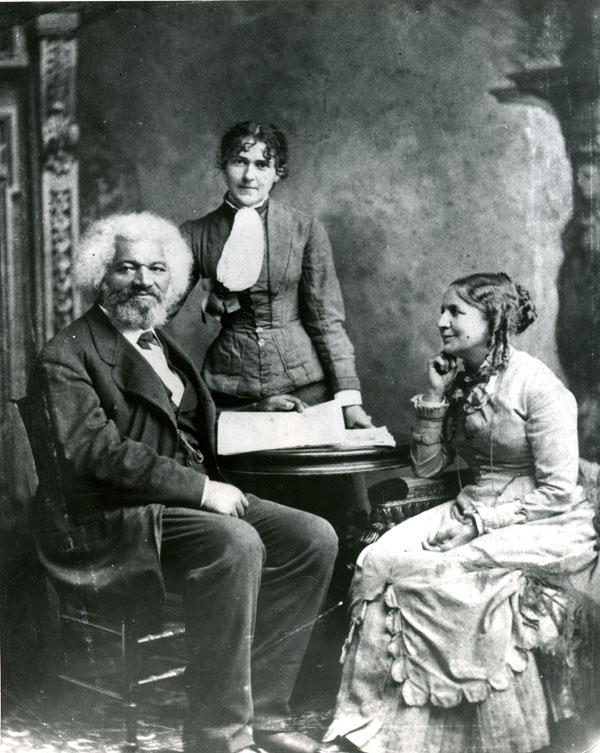
Douglass với vợ thứ hai, Helen Pitts (ngồi).

Douglass và Anna có năm người con: Rosetta Douglass, Lewis Henry Douglass, Frederick Douglass, Jr., Charles Remond Douglass, và Annie Douglass (chết khi mới lên mười). Charles và Rosetta giúp thân phụ trong việc xuất bản các tờ nhật báo. Anna Douglass là người hỗ trợ trung thành của chồng trong các hoạt động xã hội, ngay cả khi có những tin đồn nhảm về mối quan hệ của Douglass với Julia Griffiths và Ottilie Assing, hai phụ nữ da trắng đến từ Anh và Đức, hoạt động tích cực trong phong trào chống chế độ nô lệ.
Anna qua đời năm 1882. Hai năm sau Douglass tái hôn, lần này ông kết hôn với Helen Pitts, một phụ nữ da trắng đấu tranh cho nữ quyền đến từ Honeoye, New York. Pitts là con gái của Gideon Pitts, Jr. một người bạn của Douglass trong phong trào hủy bỏ chế độ nô lệ. Tốt nghiệp Đại học Mount Holyoke (nay là Chủng viện Mount Holyoke), trong thời gian sinh sống ở Washington, D.C., Helen Pitts làm việc cho tờ Alpha ủng hộ nữ quyền. Có nhiều dị nghị về cuộc hôn nhân bởi vì Douglass lớn hơn Pitts gần 20 tuổi. Gia đình từ bỏ cô, trong khi các con của Douglass xem cuộc hôn nhân này đồng nghĩa với việc từ bỏ mẹ của họ. Tuy nhiên Elizabeth Cady Stanton, một người hoạt động nữ quyền chúc mừng họ.
Douglass giải thích rằng lần đầu ông kết hôn với người có màu da của mẹ, lần thứ hai với người có màu da của cha.

## Cuối đời
Ngân hàng Tiết kiệm Freedman phá sản năm 1874, chỉ vài tháng sau khi Douglass nhậm chức chủ tịch. Trong thời kỳ khủng hoảng kinh tế ấy, tờ nhật báo cuối cùng của ông, New Era, cũng ngưng hoạt động. Sau khi Rutherford B. Hayes thuộc Đảng Cộng hòa đắc cử tổng thống, Douglass nhận lời phụ trách lực lượng cảnh sát tư pháp ở Hạt Columbia để cưu mang gia đình.

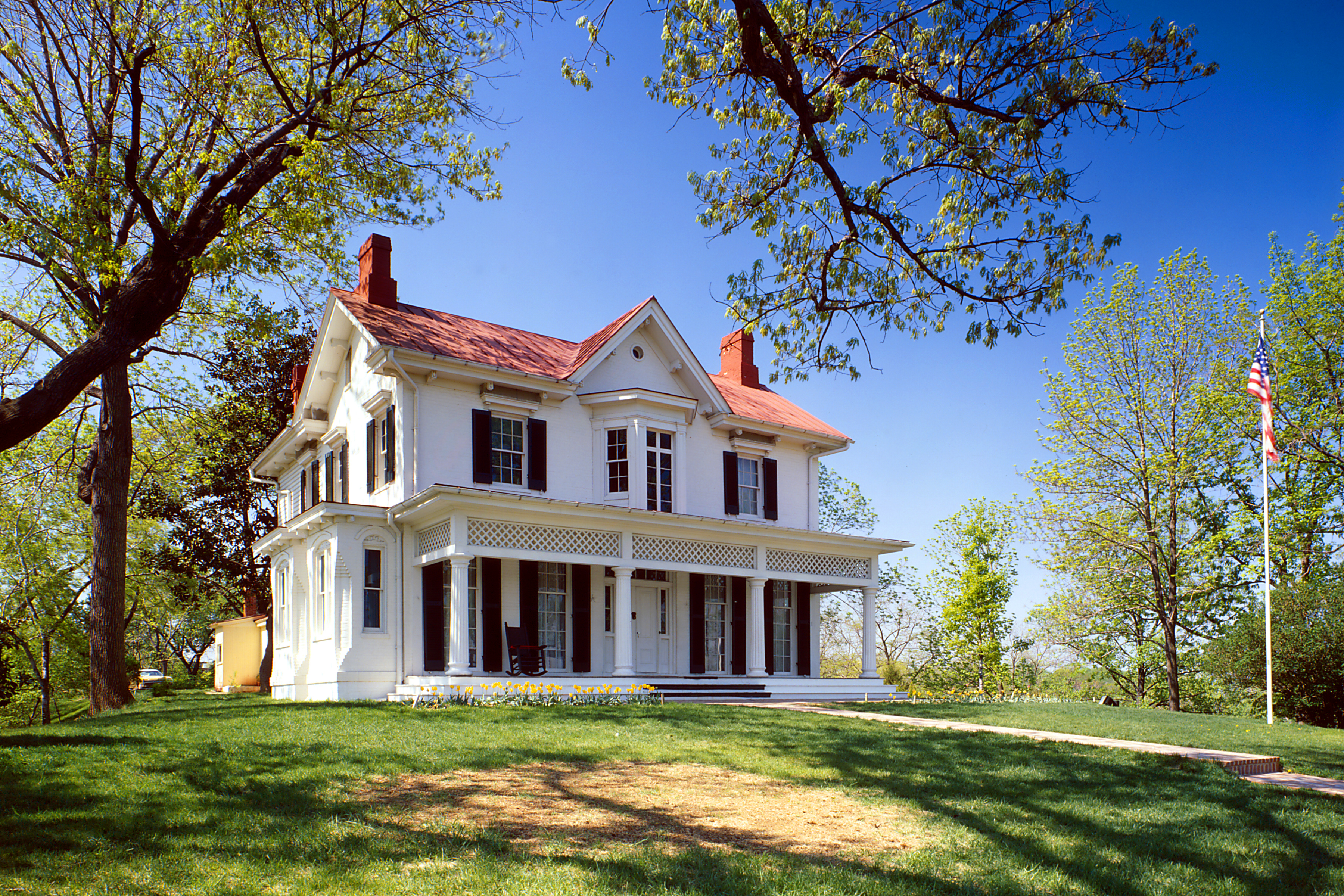
Cedar Hill, nơi sinh sống sau cùng của Douglass, nay là Di tích Lịch sử Quốc gia.

Năm 1877, Douglass đến thăm Thomas Auld trong lúc Auld lâm bệnh nặng. Hai người hòa giải với nhau. Trước đó, Douglass đã gặp con gái của Auld, Amanda Auld Sears. Amanda đã đến tham dự những buổi diễn thuyết của Douglass và tìm gặp ông. Cha cô ủng hộ điều này.
Cũng trong năm đó, Douglass mua ngôi nhà cuối cùng của ông tọa lạc trên một ngọn đồi nhìn xuốn dòng sông Anacostia. Ông và Anna đặt tên cho ngôi nhà là Cedar Hill. Họ nới rộng ngôi nhà từ 14 lên đến 21 phòng. Năm sau, Douglass mua những khu đất kế cận biến nó thành một tài sản rộng 15 mẫu Anh (61 000 m2), nay là Khu Di tích Lịch sử Quốc gia Frederick Douglass.
Năm 1881, Douglass xuất bản quyển tự truyện cuối cùng, The Life and Times of Frederick Douglass, và nhận nhiệm vụ phụ trách tàng thư cho Hạt Columbia. Tuy nhiên, đến năm 1882, Douglass suy sụp tinh thần sau khi vợ ông, Anna Murray-Douglass qua đời. Đến năm 1884, Douglass kết hôn với Helen Pitts.
Douglass tiếp tục đi diễn thuyết ở Hoa Kỳ và nước ngoài. Trong hai năm 1886 và 1887, Douglass cùng Helen đến Anh, Ái Nhĩ Lan, Pháp, Ý, Ai Cập, và Hi Lạp.
Tại Đại hội Toàn quốc Đảng Cộng hòa năm 1888, ông trở thành người Mỹ gốc Phi đầu tiên nhận phiếu đề cử Tổng thống Hoa Kỳ cho một chính đảng lớn.
Năm 1889, Cộng hòa Haiti bổ nhiệm Douglass làm tổng lãnh sự, nhưng chức vụ này kéo dài chỉ hơn một năm. Năm 1892, nước này lại bổ nhiệm Douglass làm đại diện tại Triển lãm Thế giới ở Chicago, kỷ niệm 400 năm Christopher Columbus đặt chân lên Tân Thế giới.
Năm 1892, Douglass xây dựng ngôi nhà cho người da đen thuê, nay được gọi là Douglass Place, ở Fells Point thuộc Baltimore. Khu liên hợp này vẫn còn cho đến ngày nay, đến năm 2003 được liệt kê vào Địa điểm Lịch sử Quốc gia.

## Từ trần

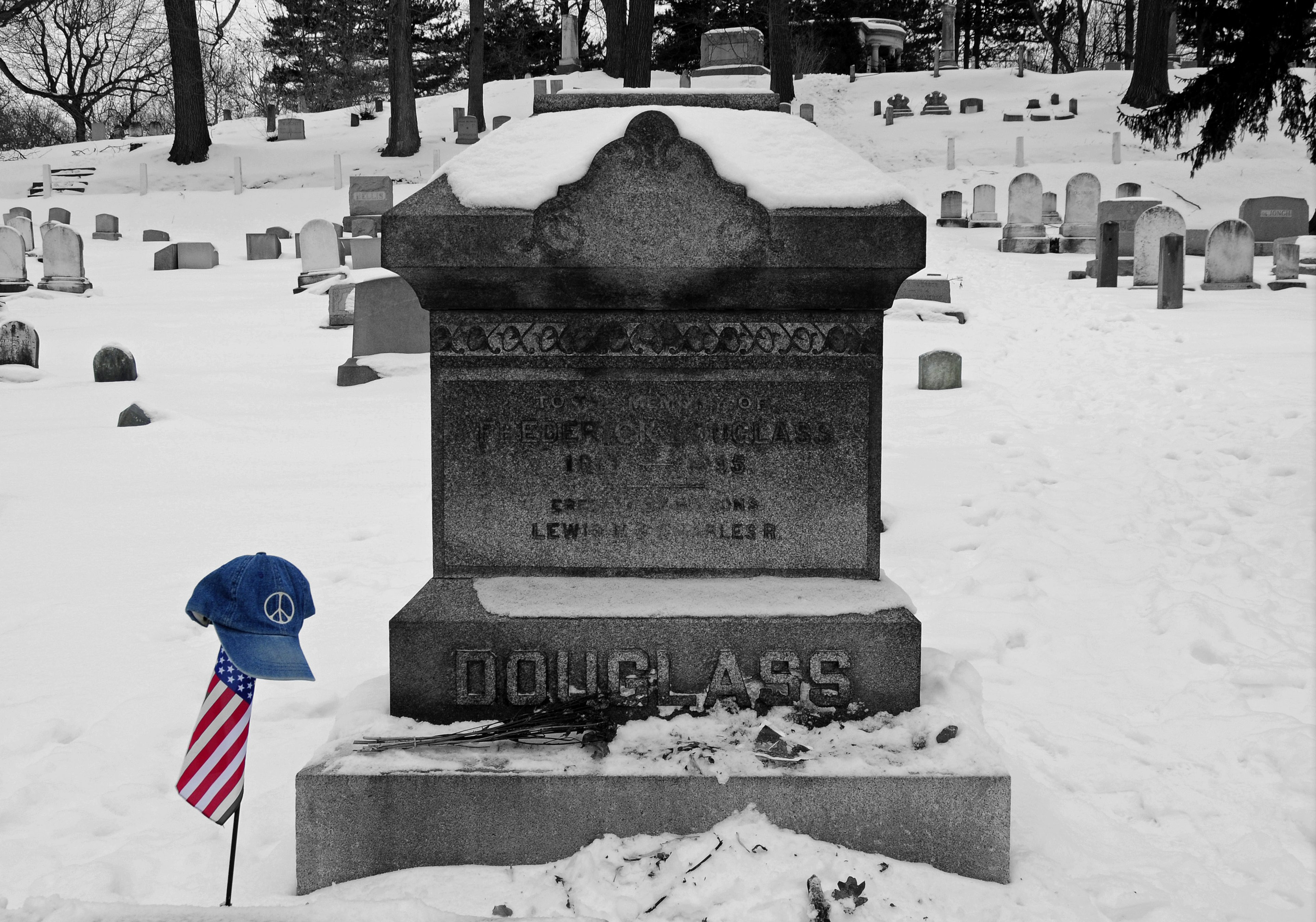
Phần mộ Frederick Douglass ở Rochester, New York.

Ngày 20 tháng 2 năm 1895, Douglass đến dự một buổi họp của Hội đồng Phụ nữ Quốc gia ở Washington, D.C. Sau khi về nhà, ông bị đột quỵ và qua đời.
Tang lễ cử hành tại Nhà thờ Giám Lý Metropolitan; hàng ngàn người đến viếng linh cữu của ông.
Linh cữu Douglass được đưa đến Rochester, New York, nơi ông sinh sống trong 25 năm, lâu hơn bất cứ nơi nào khác. Douglass được an táng cạnh Anna trong khu đất của gia đình Douglass ở Nghĩa trang Mount Hope, năm 1903 Helen cũng được chôn cất ở đây.

## Di sản và vinh danh
- Giáo hội Episcopal (Anh giáo) Hoa Kỳ tưởng niệm Douglass hằng năm theo lịch giáo hội vào ngày 20 tháng 2. Nhiều trường học được đặt theo tên ông. Ngoài ra, còn có:
- Năm 1921, các thành viên hội ái hữu Alpha Phi Alpha (hội ái hữu người Mỹ gốc Phi liên đại học đầu tiên) chọn Douglass làm thành viên danh dự.[65]
- Cầu Tưởng niệm Frederick Douglass, còn gọi là Cầu South Capitol Street, phía nam Đồi Capitol ở Washington D.C., xây dựng năm 1950 được đặt tên để vinh danh ông.
- Năm 1962, nhà riêng của Douglass ở Anacostia (D.C.) là một phần của Hệ thống Công viên Quốc gia,[66] đến năm 1988 trở thành Khu Di tích Lịch sử Quốc gia Frederick Douglass.
- Năm 1965, Bưu điện Hoa Kỳ phát hành một con tem vinh danh Douglass trong sê-ri Prominent Americans.
- Năm 1999, Đại học Yale thiết lập Giải Sách Frederick Douglass dành cho sách lịch sử về chế độ nô lệ và phong trào bãi nô nhằm vinh danh ông. Giải thưởng hằng năm trị giá 25 000 USD do Viện Lịch sử Mỹ Gilder Lehrman và Trung tâm Nghiên cứu Lehrman về Chế độ Nô lệ, Phản kháng, và Bãi nô tại Đại học Yale điều hành.
- Năm 2002, học giả Molefi Kete Asante chọn Frederick Douglass vào danh sách 100 người Mỹ gốc Phi vĩ đại nhất.[67]Tem Bưu điện Hoa Kỳ phát hành năm 1965.

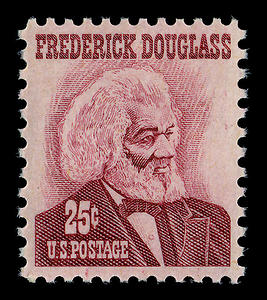
Tem Bưu điện Hoa Kỳ phát hành năm 1965.

- Năm 2003 Douglass Place, khu liên hợp nhà ở Douglass xây dựng năm 1892 ở Baltimore cho người da đen thuê được đưa vào danh sách Địa điểm Lịch sử Quốc gia.
- Năm 2007, cây cầu Troup-Howell trên đường liên bang 490 vượt sông Genesee được tái thiết và đặt tên mới, Cầu tưởng niệm Frederick Douglass-Susan B. Anthony.
- Một bức tượng Douglass (của Gabirel Koren) và một khu tưởng niệm (do Algemon Miller thiết kế) năm 2012 để vinh danh Douglass[68] được khánh thành tại vòng xoay Frederick Douglass ở góc tây bắc Công viên Trung tâm tại Thành phố New York.[69]
- Ngày 12 tháng 6 năm 2011, Hạt Talbot, Maryland đặt bức tượng Douglass cao hơn hai mét trước sân cỏ của tòa án hạt ở Easton, Maryland.[70]
- Viện Frederick Douglass là một đề án của Đại học West Chester nhằm phát triển những nghiên cứu về văn hóa đa nguyên cũng như di sản trí tuệ của Frederick Douglass.[71]
- Ngày 19 tháng 6 năm 2013, một bức tượng của Douglas được khánh thành ở Trung tâm Tham quan Điện Capitol.[72]

## Douglass trong văn học nghệ thuật
- Phim Glory phát hành năm 1989 miêu tả Frederick Douglas như là một người bạn của Francis George Shaw. Raymond St Jacques đóng vai Douglass.
- Trong album phát hành năm 1996 của nhóm Fugees có những dòng dành cho Frederick Douglass:

Problem with noman before black I'm first hu-man
Appetite to write, like Frederick Douglass with a slave hand
- Douglass là nhân vật chính trong cuốn tiểu thuyết Riversmeet của Richard Bradbury (Muswell Press, 2007) hư cấu hóa chuyến đi diễn thuyết của Douglass ở Anh.[74]
- Frederick Douglass and the White Negro, một cuốn phim tài liệu năm 2008 kể câu chuyện về những ngày Douglass ở Ireland và mối quan hệ giữa người Mỹ gốc Phi với người Mỹ gốc Ái Nhĩ Lan trong cuộc Nội chiến Mỹ.
- Frederick Douglass là nhân vật chính trong cuốn tiểu thuyết How Few Remain của Harry Turtledove, đưa ra tình huống giả định nếu Liên minh miền Nam thắng trận thì Douglass phải tiếp tục duy trì phong trào chống chế độ nô lệ sang đến thập niên 1880.
- Frederick Douglass cũng xuất hiện trong Flashman and the Angel of the Lord của George MacDonald Farser.
- Tiểu thuyết Fire on the Mountain của Terry Bisson, xuất bản năm 1988, lại đưa ra một tình huống giả định: nếu John Brown thành công trong cuộc nổi dậy năm 1859 (trong thực tế Brown bị Tướng Lee đánh bại khi ông mưu chiếm kho vũ khí ở Harper Ferry, West Virginia), người da đen làm cách mạng để tự giải phóng mình, Douglass (cùng Harriet Tubman) sẽ là những nhà lập quốc đáng kính của một quốc gia của người da đen ở khu vực cực nam nước Mỹ.
- Douglass, vợ ông, và Ottilie Assing (người được cho là tình nhân của Douglass) là những nhân vật chính trong cuốn tiểu thuyết Douglass' Women của Jewell Parker Rhodes (New York: Atria Books, 2002).
- Thời gian Douglass ở Ireland cũng được tiểu thuyết hóa trong cuốn TransAtlantic (2013) của Colum McCann.[75]
- Một hình ảnh hài hước của Douglass xuất hiện trong cuốn tiểu thuyết The Good Lord Bird (2013) của James McBride.[76]

## Tác phẩm

### Sách
- A Narrative of the Life of Frederick Douglass, an American Slave (1845)
- "The Heroic Slave". Autographs for Freedom. Ed. Julia Griffiths, Boston: Jewett and Company, 1853. pp. 174–239.
- My Bondage and My Freedom (1855)
- Life and Times of Frederick Douglass (1881, revised 1892)
- Douglass founded and edited the abolitionist newspaper The North Star from 1847 to 1851. He merged The North Star with another paper to create the Frederick Douglass' Paper.
- In the Words of Frederick Douglass: Quotations from Liberty's Champion[liên kết hỏng]. Edited by John R. McKivigan and Heather L. Kaufman. Ithaca & London: Cornell University Press, 2012. ISBN 978-0-8014-4790-7

### Diễn văn
- "The Church and Prejudice"
- Self-Made Men
- "Speech at National Hall, Philadelphia ngày 6 tháng 7 năm 1863 for the Promotion of Colored Enlistments"[77]
- "What to a slave is the 4th of July?"[78]